# Mistrzostwa Świata Juniorów w Narciarstwie Alpejskim 2020
39. Mistrzostwa świata juniorów w narciarstwie alpejskim – zawody w narciarstwie alpejskim, które odbyły się w dniach 5 – 11 marca 2020 roku na trasach w norweskim Narwiku. Zaplanowano po 5 konkurencji dla kobiet i mężczyzn, a także zawody drużynowe, jednak część zawodów została odwołana w związku z szerzeniem się zakażeń wirusem SARS-CoV-2.
Były to piąte zawody tego cyklu organizowane w Norwegii, ale pierwsze, które odbyły się w Narwiku.

## Wyniki
| Pozycja | Zawodnik         | Narodowość | Czas    |
| ------- | ---------------- | ---------- | ------- |
|         | Alexis Monney    | Szwajcaria | 1:02,38 |
|         | Simon Talacci    | Włochy     | 1:02,55 |
|         | Stefan Rieser    | Austria    | 1:02,61 |
| 4.      | Gaël Zulauf      | Szwajcaria | 1:02,63 |
| 4.      | Matteo Franzoso  | Włochy     | 1:02,63 |
| 4.      | Atle Lie McGrath | Norwegia   | 1:02,63 |

| Pozycja | Zawodniczka        | Narodowość | Czas    |
| ------- | ------------------ | ---------- | ------- |
|         | Magdalena Egger    | Austria    | 1:03,87 |
|         | Lisa Grill         | Austria    | 1:03,96 |
|         | Monica Zanoner     | Włochy     | 1:04,53 |
| 4.      | Inni Holm Wembstad | Norwegia   | 1:04,64 |
| 5.      | Isa Dannewitz      | Szwecja    | 1:04,72 |
| 6.      | Janine Schmitt     | Szwajcaria | 1:04,79 |

| Pozycja | Zawodnik          | Narodowość | Czas    |
| ------- | ----------------- | ---------- | ------- |
|         | Stefan Rieser     | Austria    | 1:06,47 |
|         | Armin Dornauer    | Austria    | 1:06,98 |
|         | Yannick Chabloz   | Szwajcaria | 1:07,01 |
| 4.      | Kaspar Kindem     | Norwegia   | 1:07,17 |
| 5.      | Giovanni Franzoni | Włochy     | 1:07,30 |
| 6.      | Lukas Feurstein   | Austria    | 1:07,35 |

| Pozycja | Zawodniczka          | Narodowość        | Czas    |
| ------- | -------------------- | ----------------- | ------- |
|         | Magdalena Egger      | Austria           | 1:08,10 |
|         | Lisa Grill           | Austria           | 1:08,38 |
|         | Karen Smadja Clement | Francja           | 1:08,39 |
| 4.      | Alice Robinson       | Nowa Zelandia     | 1:08,50 |
| 5.      | Keely Cashman        | Stany Zjednoczone | 1:08,58 |
| 6.      | AJ Hurt              | Stany Zjednoczone | 1:08,72 |

| Pozycja | Zawodnik | Narodowość | Czas |
| ------- | -------- | ---------- | ---- |
|         |          |            |      |
|         |          |            |      |
|         |          |            |      |
| 4.      |          |            |      |
| 5.      |          |            |      |
| 6.      |          |            |      |

| Pozycja | Zawodniczka           | Narodowość | Czas    |
| ------- | --------------------- | ---------- | ------- |
|         | Sara Rask             | Szwecja    | 2:04,91 |
|         | Neja Dvornik          | Słowenia   | 2:05,39 |
|         | Kaja Norbye           | Norwegia   | 2:05,53 |
| 4.      | Hanna Aronsson Elfman | Szwecja    | 2:05,92 |
| 5.      | Martina Willibald     | Niemcy     | 2:06,14 |
| 6.      | Marte Monsen          | Norwegia   | 2:06,22 |

| Pozycja | Zawodnik | Narodowość | Czas |
| ------- | -------- | ---------- | ---- |
|         |          |            |      |
|         |          |            |      |
|         |          |            |      |
| 4.      |          |            |      |
| 5.      |          |            |      |
| 6.      |          |            |      |

| Pozycja | Zawodniczka | Narodowość | Czas |
| ------- | ----------- | ---------- | ---- |
|         |             |            |      |
|         |             |            |      |
|         |             |            |      |
| 4.      |             |            |      |
| 5.      |             |            |      |
| 6.      |             |            |      |

| Pozycja | Zawodnik | Narodowość | Czas |
| ------- | -------- | ---------- | ---- |
|         |          |            |      |
|         |          |            |      |
|         |          |            |      |
| 4.      |          |            |      |
| 5.      |          |            |      |
| 6.      |          |            |      |

| Pozycja | Zawodniczka           | Narodowość        | Czas    |
| ------- | --------------------- | ----------------- | ------- |
|         | Magdalena Egger       | Austria           | 1:39,23 |
|         | Lisa Grill            | Austria           | 1:39,76 |
|         | Keely Cashman         | Stany Zjednoczone | 1:40,33 |
| 4.      | Martina Willibald     | Niemcy            | 1:40,57 |
| 5.      | Hanna Aronsson Elfman | Szwecja           | 1:40,69 |
| 6.      | Carolin Lippert       | Niemcy            | 1:40,81 |

### Drużynowo
(Zawody odwołano)
| Konkurencja           | Data     | Złoto | Srebro | Brąz |
| Rywalizacja drużynowa | 14 marca |       |        |      |

## Klasyfikacja medalowa
| Miejsce | Państwo           |   |   |   | złoto · srebro · brąz |
| ------- | ----------------- | - | - | - | --------------------- |
| 1.      | Austria           | 4 | 4 | 1 | 9                     |
| 2.      | Szwajcaria        | 1 | 0 | 1 | 2                     |
| 3.      | Szwecja           | 1 | 0 | 0 | 1                     |
| 4.      | Włochy            | 0 | 1 | 1 | 2                     |
| 5.      | Słowenia          | 0 | 1 | 0 | 1                     |
| 6.      | Francja           | 0 | 0 | 1 | 1                     |
| 6.      | Norwegia          | 0 | 0 | 1 | 1                     |
| 6.      | Stany Zjednoczone | 0 | 0 | 1 | 1                     |